# Parigi-Camembert 1977
La Parigi-Camembert 1977, trentottesima edizione della corsa e valida come evento del circuito UCI categoria CB1.1, si svolse il 12 aprile 1977. Fu vinta dal francese Hubert Linard, in 6h37'35".

## Ordine d'arrivo (Top 10)
| Pos. | Corridore                 | Squadra               | Tempo    |
| ---- | ------------------------- | --------------------- | -------- |
| 1    | Hubert Linard             | Peugeot-Esso-Michelin | 6h37'35" |
| 2    | Rene Bittinger            | Flandria-Velda        | s.t.     |
| 3    | Patrick Mauvilly          | Miko-Mercier          | s.t.     |
| 4    | Bernard Quilfen           | Gitane-Campagnolo     | s.t.     |
| 5    | Bernard Hinault           | Gitane-Campagnolo     | a 1'45"  |
| 6    | Roger Legeay              | Lejeune-BP            | s.t.     |
| 7    | Charles Rouxel            | Miko-Mercier          | s.t.     |
| 8    | Pierre-Raymond Villemiane | Gitane-Campagnolo     | s.t.     |
| 9    | J.L. Vandenbroucke        | Peugeot-Esso-Michelin | s.t.     |
| 10   | Gregor Braun              | Peugeot-Esso-Michelin | s.t.     |